# 我親愛的Donovan
《我親愛的Donovan》，為泰國GMM 25與TrueID於2022年8月10日起播出的泰國電視劇。由提娜麗·維拉瓦諾丹（Namtan）及路克·普勞頓（Luke）主演。
此劇由GMMTV製作，並在2021年12月GMMTV的「BORDERLESS」新戲發佈會上公開先導預告片。其後，此劇於2022年8月在GMM 25電視台及TrueID首播，同年9月終映。

## 劇情簡介
Donovan（Luke 飾演）是一名美國模特，到泰國尋找與他失去聯繫的Maria。Pam（Namtan 飾演）是一名幼兒園老師，但由於其祖父心臟病發作，需要接受昂貴的手術，為了籌集資金，她不得不在Palee Modeling工作籌集資金。Pam被分配為Donovan的經理和私人翻譯，很快亦要管理Donovan的生活，包括他的工作和個人事務。兩人感情亦快速升溫，但Pam卻發現了Donovan隱瞞的秘密，到底Pam和Donovan之間的愛情最終會實現嗎？

## 演員陣容
註：括號內的演員姓名為小名。

### 主要人物
- 提娜麗·維拉瓦諾丹（Namtan）飾演 Pemanee / Pam
- 路克·普勞頓（Luke）飾演 Donovan

### 其他人物
- 蘇帕功·斯里坡通（Pod）飾演 Aood
- 愛琳·尤格達塔（Aerin）飾演 Jessica
- Pakkaramai Potranan（Tong）飾演 Da / Dararai
- Chanokwanun Rakcheep（Took）飾演 Parichat
  - 帕茜迪·佩苏缇（Lookjun）饰演年轻时期的Parichat

Pam的母親
- Piyamas Maneeyakul（Pu）飾演 Savitree

Pam的祖母
- Krissana Sreadthatamrong 飾演 Pun

Pam的祖父
- Nattharat Kornkaew（Champ）飾演 Pete

## 劇集原聲帶
| 歌名                        | 歌手              | 來源  |
| --------------------------- | ----------------- | ----- |
| So Hot                      | 路克·普勞頓       | [ 5 ] |
| ถ้าเราไม่รู้จักกัน                | 阿臣·艾丁         | [ 6 ] |
| ถ้าเราไม่รู้จักกัน（Pam Version） | 提娜麗·維拉瓦諾丹 | [ 7 ] |

## 劇集迴響

### 泰國電視收視
- 收視最低的集數以藍色表示，收視最高的集數以紅色表示，而空格則表示該集的收視沒有相關數據。

| 集數 No.   | 播放日期      | 播放時段 (UTC+07:00) | 平均收視率 | 來源   |
| ---------- | ------------- | -------------------- | ---------- | ------ |
| 1          | 2022年8月10日 | 星期三 20:30         | 0.153      | [ 8 ]  |
| 2          | 2022年8月11日 | 星期四 20:30         | 0.179      | [ 9 ]  |
| 3          | 2022年8月17日 | 星期三 20:30         | 0.076      | [ 10 ] |
| 4          | 2022年8月18日 | 星期四 20:30         | 0.101      | [ 11 ] |
| 5          | 2022年8月24日 | 星期三 20:30         | 0.125      | [ 12 ] |
| 6          | 2022年8月25日 | 星期四 20:30         | 0.204      | [ 13 ] |
| 7          | 2022年8月31日 | 星期三 20:30         | 0.1        |        |
| 8          | 2022年9月1日  | 星期四 20:30         | 0.102      | [ 14 ] |
| 9          | 2022年9月7日  | 星期三 20:30         | 0.101      | [ 15 ] |
| 10         | 2022年9月8日  | 星期四 20:30         | 0.096      | [ 16 ] |
| 11         | 2022年9月14日 | 星期三 20:30         | 0.100      | [ 17 ] |
| 12         | 2022年9月15日 | 星期四 20:30         | 0.107      | [ 18 ] |
| 13         | 2022年9月21日 | 星期三 20:30         | 0.1        |        |
| 14         | 2022年9月22日 | 星期四 20:30         | 0.1        |        |
| 15         | 2022年9月28日 | 星期三 20:30         | 0.1        |        |
| 16         | 2022年9月29日 | 星期四 20:30         | 0.1        |        |
| 平均收視率 | 平均收視率    | 平均收視率           | 0.115      | 1      |

^1  基於每集的平均觀眾份額。

## 外部連結
- GMM25 官方網站（泰文）
- GMMTV 官方網站（泰文）
- YouTube上的《我親愛的Donovan》播放列表
- MyDramaList 劇集介紹及劇評 （页面存档备份，存于）（英文）
- 豆瓣电影上《我親愛的Donovan》的資料 （简体中文）